# Kotovsyndroom
Het Kotovsyndroom is een verschijnsel onder schakers dat voor het eerst werd beschreven door de Russische grootmeester Aleksandr Kotov in zijn boek Think like a grandmaster (1971). Het verschijnsel kan optreden als een speler tijdens een schaakpartij lang moet nadenken over een gecompliceerde stelling en daarin eigenlijk geen uitweg kan vinden. Als hij dan op de klok ziet dat hij (te) veel tijd is kwijtgeraakt, doet hij snel een zet, vaak een vreselijke zet die helemaal niet was geanalyseerd, en verliest zodoende de partij. Nadat Kotov dit had beschreven, werd deze vervelende situatie door veel spelers herkend en bevestigd.

## Muziek
- Kotov Syndrome is ook de titel van een nummer op het album Appeal to Reason (oktober 2008) van de punkband Rise Against.